# Rosa Pohjolainen
 Rosa Pohjolainen, née le 20 juillet 2003 à Hyvinkää, est une  skieuse alpine finlandaise.

## Biographie
En 2020, elle remporte la médaille d'argent du slalom géant des Jeux olympiques de la jeunesse de Lausanne ainsi que la médaille d'or dans l'épreuve par équipes.
Lors de la saison 2021-2022, elle marque des points à deux reprises en coupe du monde avec une quatorzième place à Schladming. À la fin de la saison, elle remporte la médaille d'or du slalom du Festival olympique de la jeunesse européenne.
Elle remporte la médaille de bronze de la descente des mondiaux juniors de 2024 aux Portes du Soleil.

## Palmarès

### Championnats du monde
| Édition / Epreuve          | Descente | Super G | Slalom géant | Slalom | Combiné | Team event |
| Jeux olympiques 2022 Pékin | —        | —       | —            | DNF    | —       | —          |

Légende :
- — : non disputée par Rosa Pohjolainen
- DNF : N'a pas terminé

### Championnats du monde juniors
| Épreuve / Édition              | Descente | Super G | Slalom géant | Slalom                           | Combiné | Team event                       |
| Mondiaux 2020 Narvik           | 11e      | 24e     | 18e          | Épreuve inexistante à cette date | 8e      | Épreuve inexistante à cette date |
| Mondiaux 2022 Panorama (en)    | —        | 29e     | —            | 7e                               | 9e      | 5e                               |
| Mondiaux 2024 Portes du Soleil | Bronze   | 22e     | 21e          |                                  |         |                                  |

Légende :
- : Pas d'épreuve
- — : non disputée par Rosa Pohjolainen
- DNF : N'a pas terminé

### Jeux olympiques de la jeunesse
| Épreuve / Édition | Super G | Combiné | Slalom géant                       | Slalom | Team event                     |
| JOJ 2020 Lausanne | 24e     | 9e      | Médaille d'argent, Jeux olympiques | 7e     | Médaille d'or, Jeux olympiques |

Légende :
- : première place, médaille d'or
- : deuxième place, médaille d'argent
- : troisième place, médaille de bronze